# Ненана (Аляска)
Ненана (англ. Nenana) — город в зоне переписи населения Юкон-Коюкук, штат Аляска, США. Находится в месте впадения реки Ненана в Танану, 86 км юго-западнее города Фэрбанкс.
Климат очень суровый, континентальный. Минимальная температура — −56 °C, максимальная — +37 °C. С середины октября по середину мая реки покрыты льдом.
Город расположен на 412-й миле железной дороги Аляски. Имеется аэропорт — Ненана. Порт на реке Танана имеет погрузочно-разгрузочные средства, док и склад для сухих грузов. Ежедневно из города ходят автобусы в Фэрбанкс и Анкоридж.
По данным переписи 2010 года в городе проживали: коренные жители Аляски — 37,6 %, белые — 56,1 %, афроамериканцы — 0,3 %, азиаты — 0,3 %, остальные — 5,7 %.
Наконечники культуры ненана из Волкер Роад (Walker Road) возрастом 13—14 тыс. лет назад, схожи с бифасиальными метательными наконечниками со стоянок Ушки на Камчатке и Большой Эльгакхан в Магаданской области. Источник обсидиана для орудий с местонахождений Волкер Роад, Пик Вики, Сломанный мамонт, Мус-Крик находится в горах Нутзотин (Nutzotin Mountains) (Национальный парк Рангел-Сент-Элайас).